# George Ross
George James Ross (Londra, 1º dicembre 1877 – Slough, 27 agosto 1945) è stato un ginnasta britannico.

## Palmarès

### Olimpiadi
- 1 medaglia:
  - 1 bronzo (Stoccolma 1912 nel concorso a squadre)